# Zdzisław Najda
Zdzisław Najda (ur. 15 sierpnia 1954 w Warszawie) – polski operator filmowy.

## Życiorys
Ukończył Szkołę Filmową w Łodzi w 1983 roku. Debiutował filmem Marcowe migdały w reżyserii Radosława Piwowarskiego w 1989 r.
Laureat Nagrody za zdjęcia do filmu Diabły, diabły w reżyserii Doroty Kędzierzawskiej na Festiwalu Polskich Filmów Fabularnych w 1991 roku.

## Filmografia

### Filmy fabularne
- Szatan z siódmej klasy (2006) reż. Kazimierz Tarnas
- Lawstorant (2005) reż. Mikołaj Haremski
- Kameleon (2000) reż. Janusz Kijowski
- Amok (1998) reż. Natalia Koryncka-Gruz
- Faustyna (1994) reż. Jerzy Łukaszewicz
- Pamiętnik znaleziony w garbie (1992) reż. Jan Kidawa-Błoński

i inne.

### Teatry telewizji
- Inka 1946 (2007) reż. Natalia Koryncka-Gruz
- Piękna pani Seidenman (2002) reż. Janusz Kijowski
- Szkoła obmowy (2001) reż. Piotr Mikucki
- Razem (2000) reż. Feliks Falk
- Posłuszna wdowa (2000) reż. Robert Gliński
- Przetarg (2000) reż. Krzysztof Babicki
- Piękny widok (1999) reż. Janusz Kijowski

i inne.

### Filmy dokumentalne
- Chleb (2003) reż. Grzegorz Skurski
- Zbig (2000) reż. Natalia Koryncka-Gruz

i inne.

### Seriale telewizyjne
- Samo życie (2001–2007)
- Szatan z siódmej klasy (2006)
- Kameleon (2001)
- Adam i Ewa (2000)
- Klasa na obcasach (2000)

i inne.

### Współpraca
Pracował także jako operator kamery przy filmach:
- Stan strachu (1989) reż. Janusz Kijowski
- Niezwykła podróż Baltazara Kobera (1988) reż. Wojciech Jerzy Has
- Maskarada (1986) reż. Janusz Kijowski
- Osobisty pamiętnik grzesznika przez niego samego spisany (1986) reż. Wojciech Jerzy Has
- Siekierezada (1985) reż. Witold Leszczyński
- Vabank II (1984) reż. Juliusz Machulski

## Nagrody
- 1991 – Diabły, diabły Gdynia (do 1986 Gdańsk) (Festiwal Polskich Filmów Fabularnych) nagroda za zdjęcia
- 1997 – Tajemnica Sagali i Gdzie jesteś święty Mikołaju? Poznań (FF dla Dzieci) Poznańskie Koziołki za zdjęcia w konkursie krajowym